# Nerf
Nerf (marca registrada como NERF) es una marca de juguetes creada por la compañía Parker Brothers en el año 1969 y actualmente propiedad de Hasbro. La mayoría de los juguetes son armas de plástico con proyectiles de gomaespuma.

## Polémica y peligros
Con la generalización del uso de pistolas de proyectiles, han comenzado a ocurrir accidentes, algunos graves dando como resultado la pérdida de un ojo. Debido a esto han sido retirado del mercado algunos modelos y se pide aumentar la edad mínima de uso.

## Material Nerf
Según la mayoría de los entusiastas y el público en general, Nerf significa «espuma recreativa no expansiva.» Esto es apoyado por el hecho de que los dardos están hechos de un material celular sólido y esponjoso. Para producirlo, la resina de poliéster reacciona con otro compuesto en presencia de CO2 de otra reacción. Es este gas el que crea bolsillos abiertos dentro del poliuretano que, a su vez, hacen que el material sea suave y liviano. Sin embargo, no hay ningún acrónimo mencionado en ninguna de las patentes de las pistolas u otros productos en la línea de productos Nerf, por lo tanto, esta leyenda urbana se ha probado desde hace tiempo como falsa; es en cambio un retroacrónimo.

## Historia
Parker Brothers originalmente desarrolló Nerf, comenzando con una bola de espuma de poliuretano de cuatro pulgadas (102 mm). En 1969, Reyn Guyer, un inventor de juegos con sede en Minnesota, llegó a la compañía con un juego de voleibol que era seguro para jugar en interiores, y después de estudiarlo cuidadosamente, Parker Brothers decidió eliminar todo menos la bola de espuma. En 1970, la bola Nerf se introdujo como la "primera bola interior oficial del mundo", el nombre "Nerf" es un término del argot para el relleno de espuma utilizado en las carreras fuera de la carretera. Los lemas de marketing prometían que uno puede "disparar en interiores, no dañar las lámparas ni romper ventanas. No se puede dañar a los bebés ni a las personas mayores". Algunos de los primeros comerciales de TV para las pelotas fueron promociones conjuntas con la mezcla de bebidas Kool-Aid de General Foods, con Micky Dolenz, Davy Jones y Michael Nesmith of the Monkees jugando con las pelotas en un escenario de sala de estar (Kool-Aid patrocinó 1969 -70 repeticiones del sábado por la mañana de la serie de televisión de los Monkees 1966-67). La pelota llenó una fuerte necesidad del consumidor y para el final del año, se habían vendido más de cuatro millones de bolas de Nerf. La bola de cuatro pulgadas (102 mm) fue seguida por una versión grande llamada "Super Nerf Ball". Poco después, en 1972, un juego de baloncesto llamado "Nerfoop" y el fútbol Nerf se unieron a la familia, y este último se convirtió rápidamente en el balón más popular de Nerf. La compañía continuó agregando a la línea Nerf hasta que cedieron el control a Kenner Products, una empresa hermana, en 1991, cuando Hasbro adquirió la línea Nerf mediante la adquisición de Tonka Corporation. A lo largo de la década de 1990 y principios de 2000, la marca Nerf sirvió bajo las subsidiarias OddzOn y Larami antes de que Hasbro tomara el control total de la marca.
A lo largo de los años, Nerf ha seguido ampliando la línea, añadiendo una nueva imagen a los productos existentes, con líneas posteriores de productos Nerf que van desde balones deportivos y blásticos de espuma hasta videojuegos y accesorios. En febrero de 2013, Hasbro anunció el lanzamiento de "Nerf Rebelle", una sublínea dirigida a las niñas. El primer producto, el arco Heartbreaker, se lanzó en otoño de 2013. En noviembre de 2013, ¡PRISIONERO DE GUERRA! Libros publicados The Ultimate Nerf Blaster Book. Escrito por Nathaniel Marunas, el libro destaca la historia de Nerf y proporciona detalles sobre cada N-Strike, Dart Tag y Vortex blaster producidos en el momento del lanzamiento del libro.

## Productos

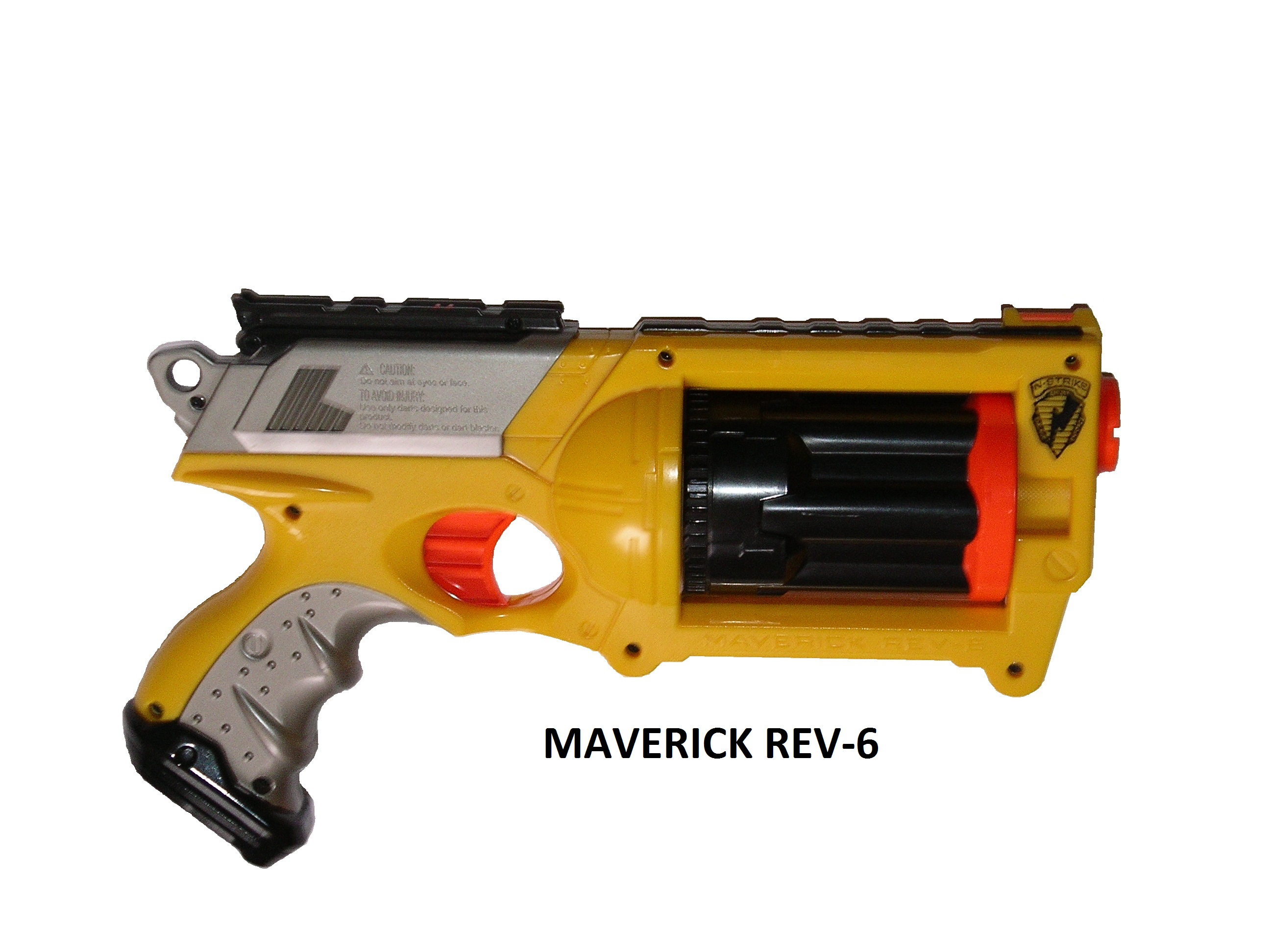
Modelo Maverik Rev 6.

Nerf posee una amplia línea de productos:
- Nerf Sports.[5]
- Nerf N-strike:[6]
- Nerf sonic green: repinturas en color verde translúcido de la maverick rev-6, vulcan ebf-25, nite finder ex-3, barricade rv-10, stampede ecs-18 longstrike cs-6, recon cs-6, y deploy cs-6.
- Nerf clear series: repinturas en color transparente de la maverick rev-6, vulcan ebf-25, nite finder ex-3, barricade rv-10, stampede ecs-18 longstrike cs-6, recon cs-6, deploy cs-6 y raider cs-35.
- Nerf white out: repinturas en color blanco, gris y naranja de la maverick rev-6, nite finder ex-3, longstrike cs-6, y deploy cs-6.
- Nerf gear up: repinturas en color naranja y negro de la maverick rev-6, barricade rv-10, stampede ecs-18, recon cs-6 y raider cs-35.
  - Nerf N-Strike Elite: similar a la Nerf Blasters pero con nuevos diseños y dardos.[6]
  - Nerf N-Strike Elite XD: repinturas en color o blanco con azul o naranja con blanco de la mayoría de los blasters elite.
  - Vortex: Armas cuya munición son discos de poliespán.[7]
  - Zombie Strike: tiene temática zombi.[8]
  - Nerf Rebelle: dedicada a las chicas.[9]
- Nerf Elite 2.0: Sucesor espiritual de la serie Nerf N-Strike Elite, con diseños muy similares a esta, de color azul y naranja.
- Nerf N-Force.[10]
- Nerf Accustrike:Blasters con dardos naranja y gris que son más precisos.
- Nerf Modulus: Blasters que pueden cambiar sus partes con otros blasters, resultando en más de 1000 combinaciones.
- Super Soaker: armas de agua.[11]
- Lazer Tag: estas, como el popular juego del mismo nombre, crean rayos infrarrojos no visibles.[12]
- Nerf Dog.[13][14]
- Nerf Dart Tag: armas que disparan dardos con un sistema de velcro que pueden quedar abrochados cuando se dispara en un chaleco especial creado por la misma compañía.
- Nerf Combat Creatures: robots de radiocontrol.
- Nerf MEGA: son rojas y usan dardos más grandes (3.65" x 0.75") y silbadores (estos dardos hacen un ruido de silbido en el aire).
- Nerf MEGA XL: similar en concepto a la serie MEGA, con dardos azules doble de grandes.
- Nerf Rival: armas de color azul-rojo cuya munición son pelotas amarillas de 7/8" de hule espuma.
  - Nerf Rival Accustrike: de color azul y verde-claro, con una munición similar a las pelotas Rival pero de color azul y diferente material para mejorar su precisión.

- Nerf Hyper: utiliza pelotas como munición, de similar forma a la serie Rival, con la diferencia que su munición es mucho más compacta y de color amarillo-lima.
- Nerf GelFire: armas que utilizan perlas de gel de un solo uso como munición.

## Galería de imágenes

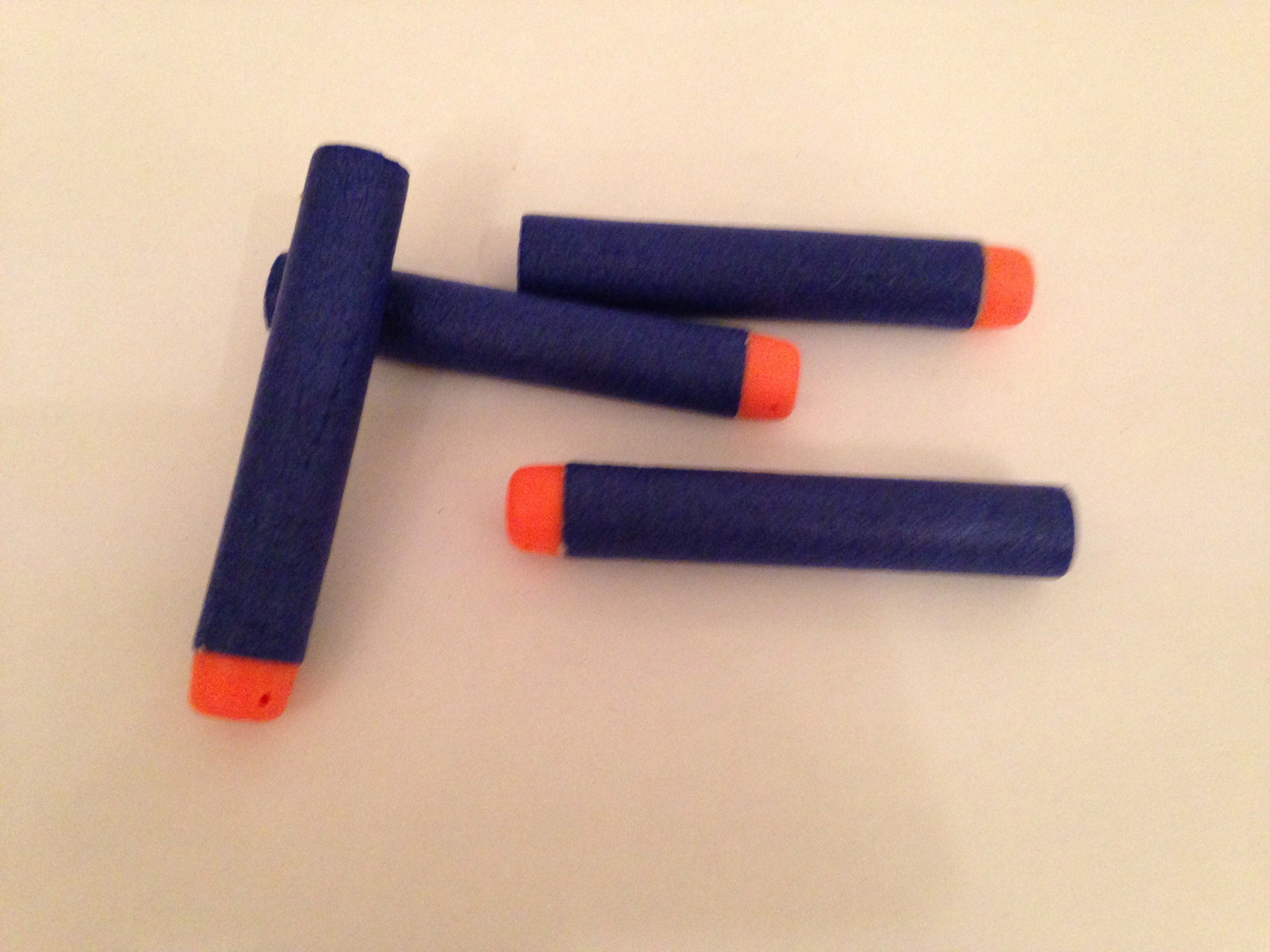
Dardos de élite de Nerf